# Letizia Quaranta
Pour les articles homonymes, voir Quaranta.
Letizia Quaranta, de son vrai nom Letizia Beatrice Giuseppina Angela Quaranta, née à Turin le 30 décembre 1892 et morte à Rome le 9 janvier 1977, est une actrice de cinéma italienne. Principalement active au cinéma muet, elle est également apparue dans quelques films sonores.
 

## Biographie
Letizia Quaranta commence sa carrière cinématographique dans les films muets grâce à sa sœur aînée Lidia, travaillant pour Itala Film , un important producteur turinois de son temps, et fait ses débuts dans le film muet Floretta e Patapon  (1910). Elle joue le rôle d'Elena dans Addio giovinezza! de Nino Oxilia.
Elle devient une des actrices les plus populaires de l’époque, dirigée entre autres par Carlo Campogalliani, avec qui elle se marie en 1921 et avec lequel elle déménage à Rome, puis en Argentine, où elle tourne trois films réalisés par son mari.
De retour à Rome , elle continue à jouer dans des films muets, mais avec l'avènement du cinéma parlant, elle éprouve des difficultés et ne tourne plus que dans quelques films dirigés par son mari, mettant un terme à sa carrière au milieu des années 1950.
Letizia Quaranta a une sœur jumelle, Isabella et une sœur aînée était actrice Lidia, toutes deux aussi actrices

## Filmographie
- 1910 : Floretta e Patapon

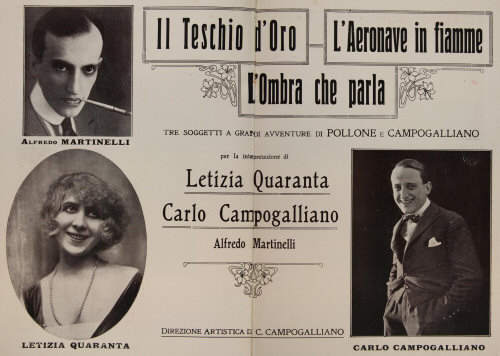
Affiche du film Il teschio d'oro (1920).

- 1913 : Addio giovinezza! de Nino Oxilia
- 1913 : Florette e Patapon de Mario Caserini
- 1914 : Ma l'amor mio non muore... de Mario Caserini
- 1914 : Nerone e Agrippina de Mario Caserini
- 1916 : L'isola tenebrosa de Carlo Campogalliani
- 1919 : Maciste I de Carlo Campogalliani
- 1919 : Maciste innamorato de Luigi Romano Borgnetto
- 1920 : La trilogia di Maciste (it) de Carlo Campogalliani
- 1920 : Il teschio d'oro de Carlo Campogalliani
- 1920 : Maciste contro la morte (it) de Luigi Romano Borgnetto et Carlo Campogalliani
- 1931 : La scala de Gennaro Righelli
- 1931 : Medico per forza de Carlo Campogalliani
- 1931 : La Lanterne du diable (La lanterna del diavolo de Carlo Campogalliani
- 1942 : Musica proibita (it) de Carlo Campogalliani
- 1945 : L'Innocent Casimir (L'innocente Casimiro) de Carlo Campogalliani
- 1946 : La Gondole du diable (La gondola del diavolo) de Carlo Campogalliani
- 1954 : L'Orpheline des bas-fonds (it) (L'orfana del ghetto) de Carlo Campogalliani